# 藤木幸夫 (農芸化学者)
藤木 幸夫（ふじき ゆきお、1948年 - ）は日本の農芸化学者。主な業績はペルオキシソームの創生機構と欠損症研究によるオルガネラ病概念の確立。福岡県糟屋郡宇美町出身。 九州大名誉教授。農学博士（九州大学、1976年）。

## 経歴
- 1971年 - 九州大学農学部卒業[2]
- 1976年 - 九州大学大学院農学研究科博士課程修了[2]
- 1976年 - コーネル大学博士研究員[2]
- 1979年 - ロックフェラー大学上級研究員、助教授[2]
- 1985年 - 明治乳業ヘルスサイエンス研究所主任研究員、研究室長
- 1994年 - 九州大学理学部生物学教室 教授
- 2010年 - 九州大学理事・副学長、稲盛フロンティア研究センター長
- 2014年 - 九州大学カーボンニュートラル・エネルギー研究所 (WPI プログラム)支援部門長、 特任教授、名誉教授
- 2015年 - 九州大学生体防御医学研究所 特任教授
- 2019年 - 九州大学－レオロジー機能食品研究所共同研究プロジェクト 研究代表
- 2021年 - 兵庫県立大学特任教授[2]

## 受賞歴
- 2019年 - 西日本文化賞
- 2021年 - 武田医学賞
- 2022年 - 藤原賞
- 2023年 - 日本学士院賞
- 2024年 - 瑞宝中綬章[3][4]